# Fe'fe' jezik
Fe'fe' jezik (bafang, bamileke-fe’fe’, fe’efe’e, feefee, fefe, fotouni, nufi ; ISO 639-3: fmp), jezik podskupine bamileke, šire skupine Mbam-Nkam, kojim govori 124 000 ljudi (1982 SIL) u procvinciji zapad (West) u Kamerunu.
Postoji nekoliko dijalekata: fa’ (bafang), nka’ (banka), nee (bana), njee-poantu (bandja-babountou), ntii (fondanti), mkwet (fondjomekwet), la’fi (balafi), tungi’ (fotouni), ngam (bangan) i ca’. Pismo: latinica.

## Vanjske poveznice
- Ethnologue (14th)
- Ethnologue (15th)